# إنريكي مورينو
إنريكي مورينو (بالإنجليزية: Enrique Moreno)‏ هو محامي أمريكي، ولد في 28 ديسمبر 1955.